# Parco nazionale della penisola di Bruce
Il parco nazionale della Bruce Peninsula (in inglese: Bruce Peninsula National Park) è un parco nazionale situato in Ontario, in Canada. Prende il nome dall'omonima penisola.